# N-丙基二丁胺
N-丙基二丁胺是一种有机化合物，化学式为C11H25N。它可由二丁胺和丙醇在叔丁醇钾存在下、二氯化(4-甲基异丙苯)合钌二聚体催化下反应得到；或和丙醛、三乙基硅烷在环辛二烯氯化铱二聚体催化下反应制得。它可以和苦味酸成盐（mp. 115.8~116.2 °C）。